# Нихонга

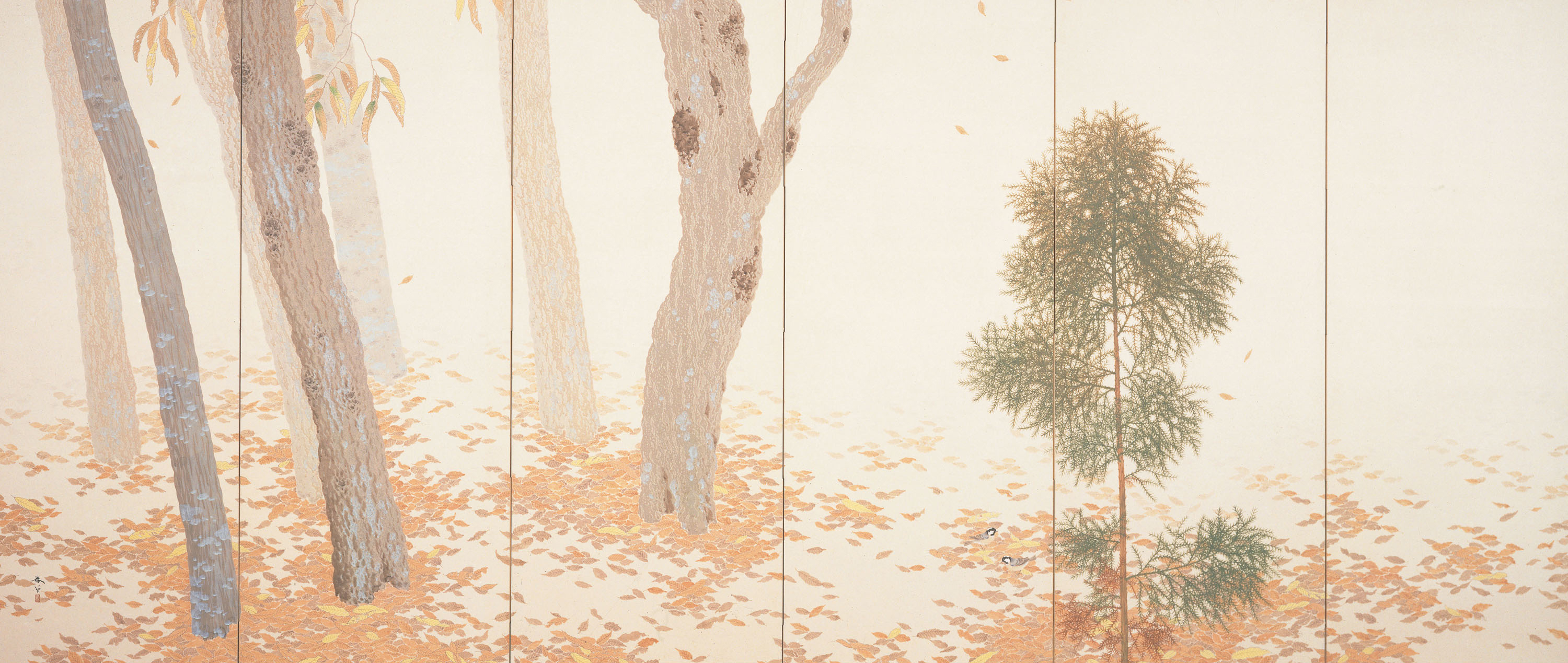
Опавшие листья (落葉, Rakuyō) Хисида Сюнсо, 1909,
Важное культурное достояние Японии

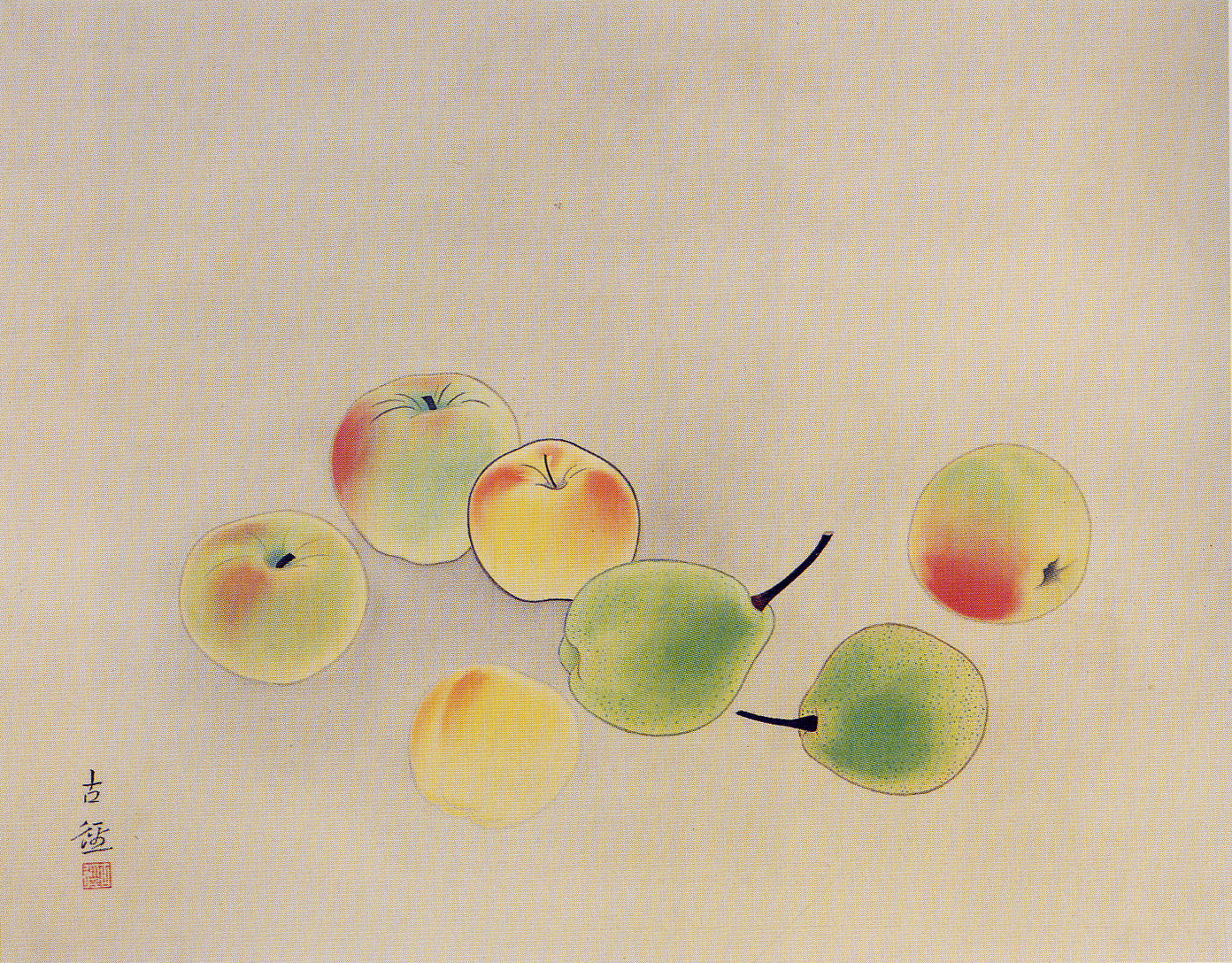
Фрукты, Кокэй Кобаяси, 1910

Танец пламени (炎舞, Энбу) Гёсю Хаями, Важное культурное достояние, 1925

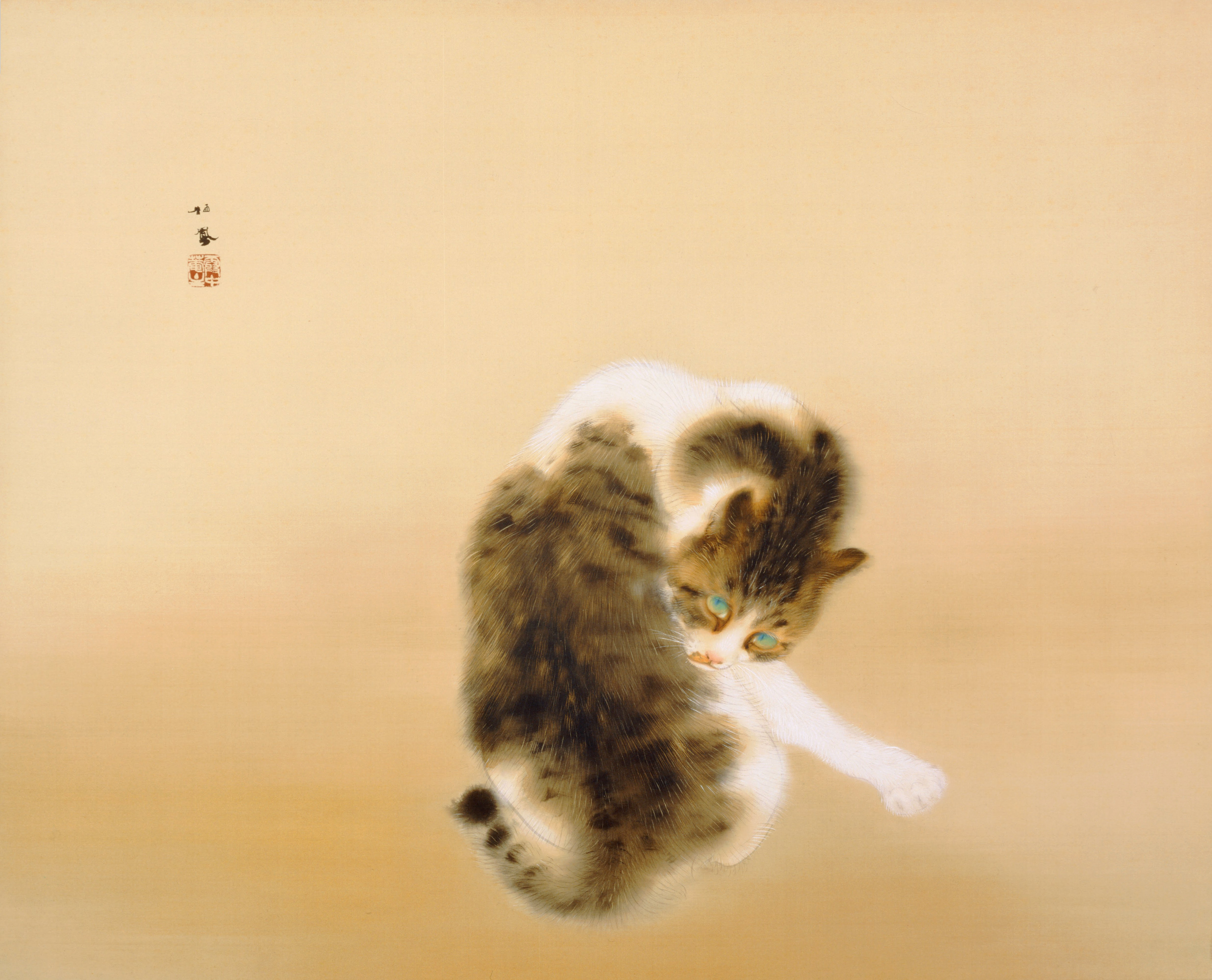
Полосатый кот (斑猫, Мадаранеко), Такэути Сэйхо, важное культурное достояние (1924)

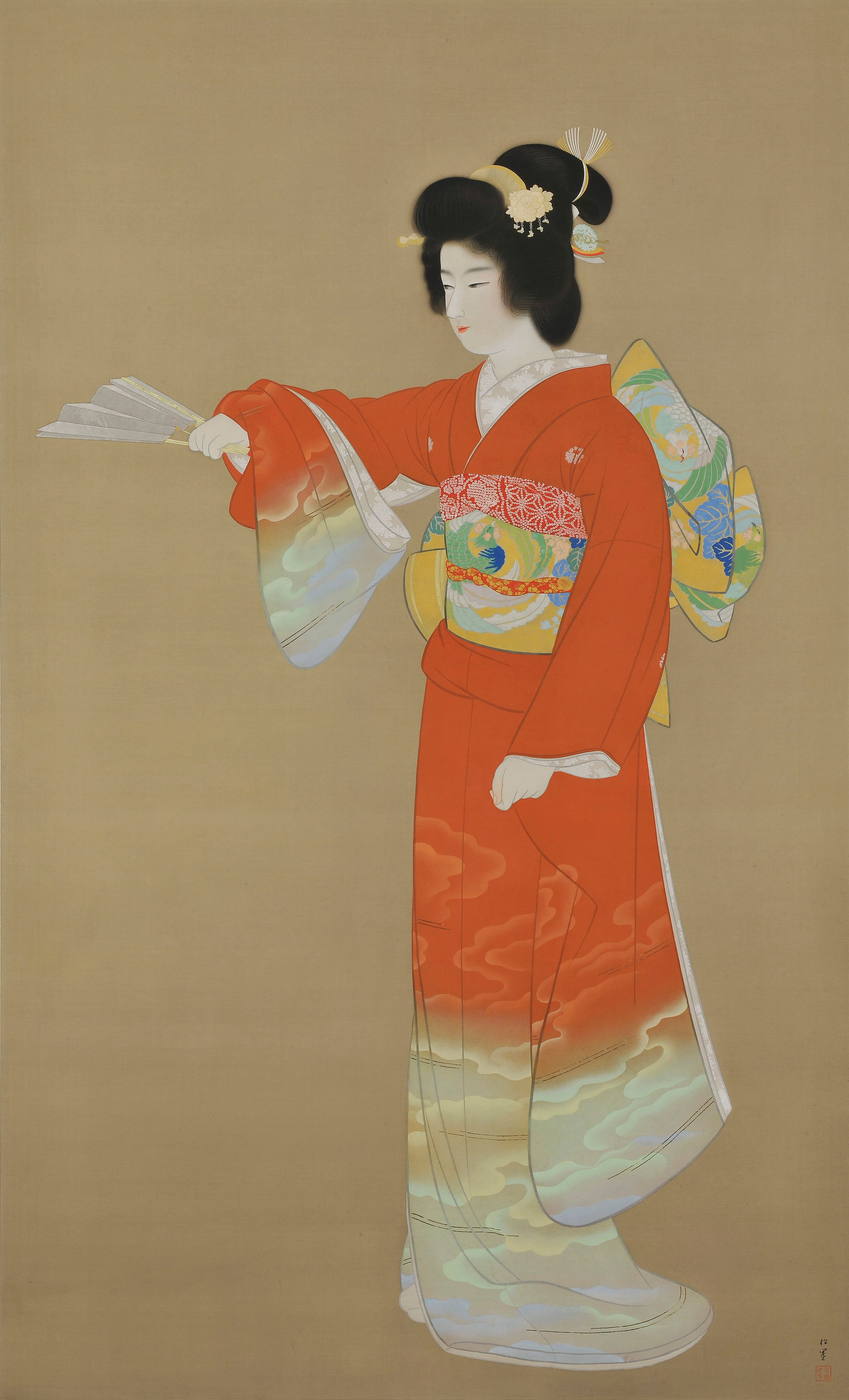
Прелюдия танца Но (序 の 舞, Дзё но маи), Уэмура Сёэн, 1936

Нихонга (яп. 日本画; дословно — «японская живопись») — живопись Японии конца XIX — начала XXI веков, которая, преимущественно, основывается на традиционных японских художественных традициях, техниках и материалах. Несмотря на то, что она основана на традициях, насчитывающих более тысячи лет, данный термин был придуман в период Мэйдзи, чтобы отличать традиционные картины от работ в западном стиле, так называемом Ёга (яп. 洋画).

## История
В период Мэйдзи, вслед за увлечением западной культурой, в Японии возникло движение по сохранению традиционной живописи путем разработки более современного японского стиля. Эту идею разделяли такие художники и педагоги как: Сиокава Бунрин, Кёно Байрэй, Томиока Тэссаи и ряд других, которые пытались бороться с увлечением западной культурой, подчеркивая важность и красоту традиционных японских искусств. Искусствоведы Окакура Какудзо и Эрнест Феноллоза сыграли важную роль в разработке учебных программ нихонга для основных художественных школ и активно поощряли художников и покровительствовали им.
Первая японская школа живописи открылась в Киото в 1880 году. В ней велось обучение и Нихонга и Ёга. Уже в 1896 году была создана Ассоциация живописи (Косо Кёкай), куда входили такие художники как Хомон Кикути, Суйсё Нисияма, Сюнкё Ямамото, Кэйгэцу Кикути, Сэйхо Такэути, Хэйхатиро Фукуда и другие. Противодействие стилю Ёга приобретало всё больше сторонников, и в 1884 году в Токио было создано Общество поощрения живописи (Кангакай), среди его членов были Кандзан Симомура, Тайкан Ёкояма, Тэнсин Окакура, Сюнсо Хисида и многие другие. В 1887 году при поддержке Кангакай была открыта Токийская школа изящных искусств.
Но также было создано другое течение, более консервативное, которое поддерживалось созданной в 1887 году в Токио, Японской ассоциацией искусства.
Нихонга была не просто продолжением старых живописных традиций. По сравнению с Ямато-э был расширен круг предметов и техник. Кроме того, были смешаны стилистические и технические элементы из нескольких традиционных школ, таких как Римпа, Кано и Маруяма Окё. А различия, которые существовали среди школ в период Эдо, были сведены к минимуму.
Тем не менее, во многих случаях художники Нихонга также переняли реалистичные методы западной живописи, такие как перспектива и затенение. В последнее время, за эту тенденцию к синтезу, становится все труднее провести четкое разделение методиках и материалах между Нихонга и Ёга. Несмотря на это работы в стиле нихонга выставляются отдельной секции в рамках ежегодных выставок в Японской академии художеств.
В 2001 году художник Хисаси Тэммёя (род. 1966) разработал новую концепцию искусства под названием «Нео-Нихонга».

### Развитие за пределами Японии
Стиль Нихонга имеет множество последователей по всему миру, среди них такие художники как: Хироси Сендзю, американские художники: Макото Фудзимура, Джудит Крюгер и Миюки Танобе и индийский художник Мадху Джайн. Тайваньский художник Ичинг Чен проводит мастер-классы в Париже. Джудит Крюгер создала и преподавала курс «Нихонга: прошлое и настоящее» в школе института искусств Чикаго и в Департаменте культуры Саванны, штат Джорджия.
Современный стиль Нихонга стал основой нью-йоркской галереи Диллона. Основные художники из «золотого века послевоенного Нихонга» с 1985 по 1993 год, базировавшиеся в Токийском университете искусств, создали основу для обучения Нихонго во всем мире. Выпускниками этой программы являются такие художники как Такаси Мураками, Хироси Сендзю, Норихико Сайто, Чэнь Вэньгуан, Кейдзабуро Окамура и Макото Фудзимура. Большинство из этих художников представлены в галерее Диллона.

## Материалы
В Нихонга обычно используют японскую бумагу (васи) или шёлк (эгину). Картины могут быть как монохромными, так и полихромными. В монохромном варианте обычно используются китайские чернила (суми), сделанные из сажи, смешанной с клеем из рыбьей кости или шкуры животного. В случае полихрома — пигменты получают из натуральных компонентов: минералов, раковин, кораллов и, даже, полудрагоценных камней, таких как малахит, азурит и киноварь. Сырье измельчается в 16 градаций: от мелкой до песчаной текстуры. В качестве связующего вещества для этих порошкообразных пигментов используется раствор для клея, называемый никава. В обоих случаях используется вода, и следовательно, Нихонга на самом деле является видом акварели. Гофун (порошкообразный карбонат кальция, который изготавливается из вяленых раковин устриц, моллюсков или морских гребешков) является важным материалом, используемым в Нихонга. Различные виды гофун используются в качестве грунта, для подкраски и в качестве тонкого белого верхнего цвета.
Первоначально, нихонга изготавливались для настенных (какэмоно) и ручных свитков (эмакимоно), а также для раздвижных дверей (фусума) и японских ширм. Однако, в настоящее время, большинство нихонга создается на бумаге, натянутой на деревянные панели, пригодной для обрамления.

## Методы
В монохромном Нихонга методика зависит от модуляции тонов чернил от темных до светлых, для получения различных оттенков: от почти белого до черных, а и иногда до зеленоватых тонов, для обозначения деревьев, воды, гор или листьев. В полихромной Нихонга большое внимание уделяется наличию или отсутствию контуров. Как правило, контуры не используются для изображения птиц или растений. Иногда для достижения контрастных эффектов используется разбавление чернил и наслаивание пигментов, а также, иногда на картину наносится сусальное золото или серебро.

## Художники
- Кокэй Кобаяси
- Маэда Сэйсон
- Тэссай Томиока
- Сёэн Уэмура
- Гёкудо Каваи
- Хякусуй Хирафуку
- Рюси Кавабата
- Мисао Ёкояма
- Ири Маруки
- Мэйдзи Хасимото
- Синсуй Ито
- Хосюн Ямагути
- Кайи Хигасияма
- Тацуо Такаяма
- Икенага Ясунари